# Épopée (groupe)
 (mars 2021).
La mise en forme du texte ne suit pas les recommandations de Wikipédia : il faut le « wikifier ».
Les points d'amélioration suivants sont les cas les plus fréquents :
- Les titres sont pré-formatés par le logiciel. Ils ne sont ni en capitales, ni en gras.
- Le texte ne doit pas être écrit en capitales (les noms de famille non plus), ni en gras, ni en italique, ni en « petit »…
- Le gras n'est utilisé que pour surligner le titre de l'article dans l'introduction, une seule fois.
- L'italique est rarement utilisé : mots en langue étrangère, titres d'œuvres, noms de bateaux, etc.
- Les citations ne sont pas en italique mais en corps de texte normal. Elles sont entourées par des guillemets français : « et ».
- Les listes à puces sont à éviter, des paragraphes rédigés étant largement préférés. Les tableaux sont à réserver à la présentation de données structurées (résultats, etc.).
- Les appels de note de bas de page (petits chiffres en exposant, introduits par l'outil «  Source ») sont à placer entre la fin de phrase et le point final[comme ça].
- Les liens internes (vers d'autres articles de Wikipédia) sont à choisir avec parcimonie. Créez des liens vers des articles approfondissant le sujet. Les termes génériques sans rapport avec le sujet sont à éviter, ainsi que les répétitions de liens vers un même terme.
- Les liens externes sont à placer uniquement dans une section « Liens externes », à la fin de l'article. Ces liens sont à choisir avec parcimonie suivant les règles définies. Si un lien sert de source à l'article, son insertion dans le texte est à faire par les notes de bas de page.
- La présentation des références doit suivre les conventions bibliographiques. Il est recommandé d'utiliser les modèles {{Ouvrage}}, {{Chapitre}}, {{Article}}, {{Lien web}} et/ou {{Bibliographie}}. Le mode d'édition visuel peut mettre en forme automatiquement les références.
- Insérer une infobox (cadre d'informations à droite) n'est pas obligatoire pour parachever la mise en page.

Pour une aide détaillée, merci de consulter Aide:Wikification.
Si vous pensez que ces points ont été résolus, vous pouvez retirer ce bandeau et améliorer la mise en forme d'un autre article.
Pour les articles homonymes, voir Épopée (homonymie).
Épopée est un collectif et groupe d’action en cinéma qui réalise des projets audiovisuels de manière autonome en cocréation. Depuis 2005, le groupe Épopée a produit plusieurs films en collaboration avec des travailleurs du sexe et des usagers de drogues du Quadrilatère du quartier Centre-Sud à Montréal, puis avec des militants et des étudiants impliqués dans les grèves étudiantes de 2012 et 2015 au Québec. Le groupe diffuse son travail en salles de cinéma, par des installations en galeries d’art, sur le Web, et lors de conférences et de discussions publiques. 

## Histoire
Le groupe Épopée est créé entre 2005 et 2007. Sa création est une extension du tournage du documentaire Hommes à louer (2008), sur le travail du sexe masculin et l'usage de drogues. Au cours de ce tournage, les participants manifestent le désir de créer des récits fictifs et de faire eux-mêmes des films. Épopée décrit ainsi l'origine du collectif :
Épopée est né au milieu du projet Hommes à louer. L’équipe en avait assez de documenter, et les personnes filmées en avaient assez de se faire documenter. Il y a eu une rencontre, et on s’est dit au même moment qu’il fallait faire de la fiction. Badiou a dit en paraphrasant Lacan : « La fiction c’est la vérité. » Quand les gars nous ont dit « on veut faire de la fiction », c’est comme si ça allait apporter une vérité qui était absente du documentaire. C’est là que commence le projet Épopée.
Le projet démarre par des ateliers d’écriture avec une trentaine de participants, en partenariat avec l’organisme communautaire RÉZO, qui s’occupe de la santé et du bien-être des hommes gays et bisexuels. Épopée développe ensuite un site web qui présente des courts-métrages écrits et interprétés par les participants. L’installation L’État des lieux (2012), et les trois longs métrages L’État du moment (2012), L’État du monde (2012), et L'Amour au temps de la guerre civile (2014), sont issus du projet avec les travailleurs du sexe.
En 2016, le groupe Épopée présente l'installation Fraction à la Cinémathèque québécoise, le résultat de cinq années de travail portant sur le mouvement politique et social suscité par les grèves étudiantes de 2012 et 2015 au Québec. L'installation Fraction réunit en un triptyque les films Insurgence (2013), Rupture (2016) et Contrepoint (2016). Plongeant les spectateurs dans les manifestations étudiantes, Épopée décrit Insurgence comme « un assaut claustrophobe sur les sens. C’est une immersion forcée dans le corps inorganique de la foule marchant, chantant, se battant. […] C’est un film qui doit être enduré, tout comme les nuits sans fin de manifestations, qui ont eu lieu chaque nuit pendant trois mois […]. Dans le film, la temporalité active le politique. »

Le groupe Épopée s'est également penché sur l'incarcération massive des femmes autochtones au Canada par la réalisation de La réapparition de Sheri Pranteau (2018), une installation également sous forme de triptyque, qui fut présenté au Musée d'art de Joliette. Les écrans multiples concentrent le regard des spectateurs sur la personne de Sheri Pranteau, soulignant la situation de pouvoir qui sous-tend l’architecture de l’amphithéâtre où elle est invitée à présenter une discussion sur la situation des femmes autochtones dans le système carcéral canadien. Afin de redonner puissance à sa parole souveraine, Pranteau est filmée en gros plan. Épopée déclare :
En faisant l'expérience de l'installation, les spectateurs sont appelés à constater à quel point les pouvoirs en place dictent nos regards, particulièrement en ce qui concerne les femmes autochtones. Historiquement, la représentation des personnes autochtones alterne entre l'invisibilité et le spectacle de la souffrance.

## Récompenses
- 2012 : L’État du monde : meilleur long métrage canadien, Rencontres internationales du documentaire de Montréal